# JP/Politikens Hus
 (août 2025).
Si vous disposez d'ouvrages ou d'articles de référence ou si vous connaissez des sites web de qualité traitant du thème abordé ici, merci de compléter l'article en donnant les références utiles à sa vérifiabilité et en les liant à la section « Notes et références ».
JP/Politikens Hus, ou Politiken Corporation est un groupe de presse danois créé le 1er janvier 2003 par la fusion de Politikens Hus, éditeur de Politiken, du tabloïd Ekstra Bladet et du Jyllands-Posten.
La fusion étant uniquement administrative, les deux quotidiens ont gardé leur indépendance éditoriale. 

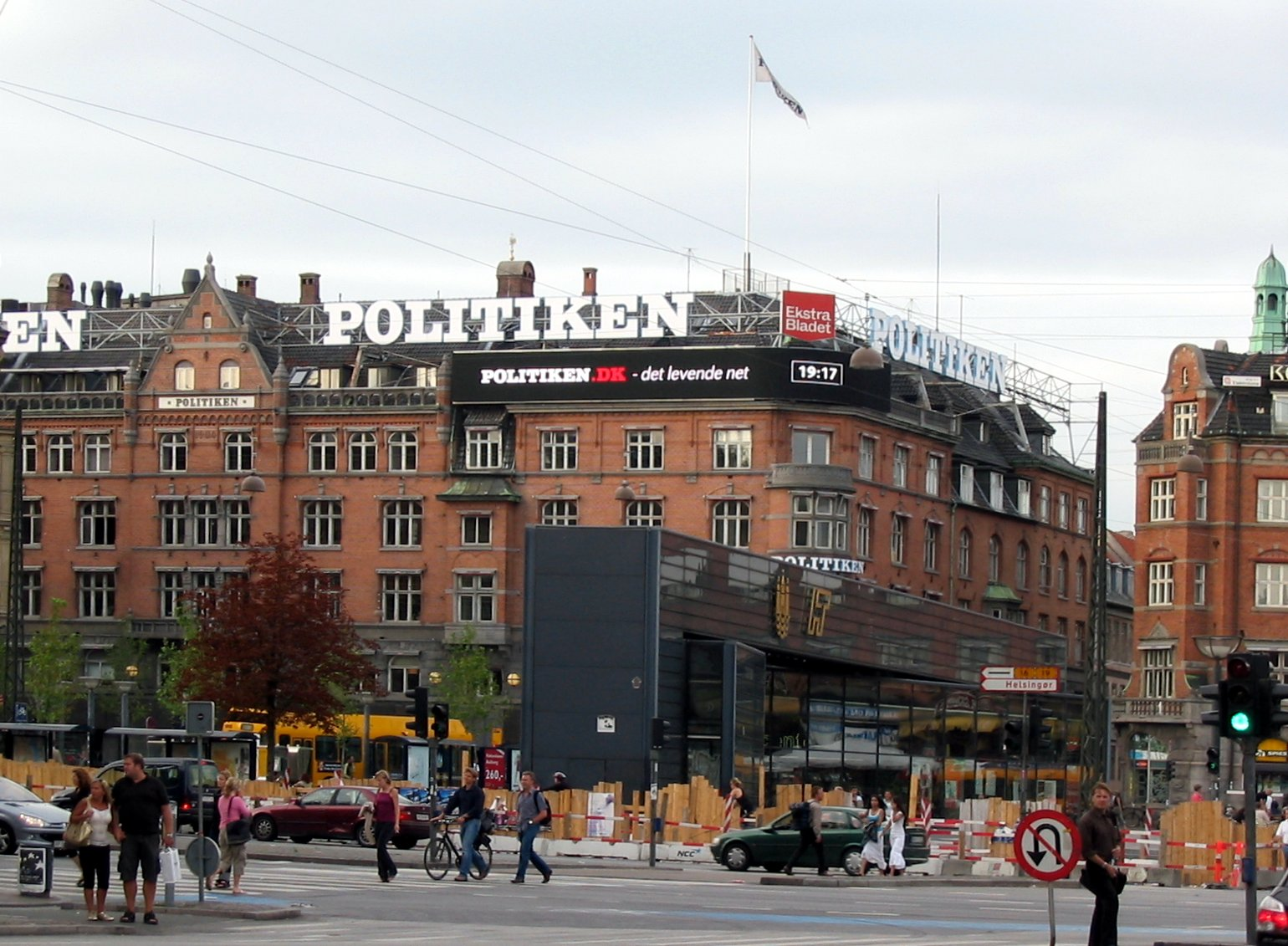
Bureaux du journal Politiken.

JP/Politikens Hus publie et imprime également des livres et des journaux locaux au Danemark et en Suède ainsi que des produits multimédia.